# Félix Correia
Félix Alexandre Andrade Sanches Correia (Lissabon, 22 januari 2001) is een Portugees voetballer die voor Parma Calcio 1913 speelt.

## Carrière
Félix Correia speelde in de jeugd van Sporting Clube de Portugal, wat hem in augustus 2019 voor een bedrag van drieënhalf miljoen euro aan het Engelse Manchester City FC verkocht. Deze club verhuurde hem direct aan AZ, waar hij bij Jong AZ aansloot. Correia debuteerde voor Jong AZ op 23 augustus 2019, in de met 1-2 gewonnen uitwedstrijd tegen TOP Oss. Hij kwam in de 64e minuut in het veld voor Thijs Oosting. Hij speelde 23 wedstrijden voor Jong AZ, waarin hij drie keer scoorde. Na het einde van zijn verhuurperiode werd hij voor een bedrag van 10,5 miljoen euro aan Juventus FC verkocht. Hier speelt hij in het tweede elftal. Op 13 januari 2021 zat hij voor het eerst bij de selectie van het eerste elftal van Juventus, in de met 3-2 gewonnen bekerwedstrijd tegen Genoa CFC. Hij debuteerde voor Juventus op 2 mei 2021, in de met 1-2 gewonnen uitwedstrijd tegen Udinese. In het seizoen 2021/22 wordt hij aan Parma Calcio 1913 verhuurd, in het seizoen 2022/23 aan het Portugese CS Marítimo. Met deze club degradeerde hij uit de Primeira Liga ten koste van CF Estrela da Amadora.

### Statistieken
| Seizoen                    | Club                | Land           | Competitie     | Competitie | Competitie | Beker | Beker | Overig | Overig | Totaal | Totaal |
| Seizoen                    | Club                | Land           | Competitie     | Wed.       | Dlp.       | Wed.  | Dlp.  | Wed.   | Dlp.   | Wed.   | Dlp.   |
| -------------------------- | ------------------- | -------------- | -------------- | ---------- | ---------- | ----- | ----- | ------ | ------ | ------ | ------ |
| 2019/20                    | → Jong AZ           | Nederland      | Eerste divisie | 23         | 3          | –     | –     | –      | –      | 23     | 3      |
| 2020/21                    | Juventus -23        | Italië         | Serie C        | 28         | 7          | –     | –     | 2      | 1      | 30     | 8      |
| 2020/21                    | Juventus FC         | Italië         | Serie A        | 1          | 0          | 0     | 0     | 0      | 0      | 1      | 0      |
| 2021/22                    | → Parma Calcio 1913 | Italië         | Serie B        | 21         | 0          | 0     | 0     | –      | –      | 21     | 0      |
| 2022/23                    | → CS Marítimo       | Portugal       | Primeira Liga  | 13         | 2          | 0     | 0     | 2      | 0      | 15     | 2      |
| Carrièretotaal             | Carrièretotaal      | Carrièretotaal | Carrièretotaal | 86         | 12         | 0     | 0     | 4      | 1      | 90     | 13     |
| Bijgewerkt op 28 juni 2023 |                     |                |                |            |            |       |       |        |        |        |        |